# Sugardejtning
Sugardejtning eller sugardejting är en åldersmässigt asymmetrisk sexuell relation, mellan en äldre part (sugardaddy eller sugarmama) och en yngre (sugarbaby eller boytoy). Den äldre parten är vanligen förmögen och betalar den yngre parten för umgänge, och den yngre parten är vanligen attraktiv (se även sexuellt kapital).
Sugardejtning bedrivs ofta via Internet på särskilda dejtningssajter. Andra dejtningssajter kräver att man anger kön samt eventuellt sexuell läggning och ålder. Sugardejtningssajterna kräver att vederbörande anger om den är en sugardaddy, sugarmama, sugarbabe eller boytoy. Vanligen är det fråga om sugardaddy och sugarbabe, det vill säga heterosexuella relationer mellan äldre män och yngre kvinnor, där relationen innefattar ekonomisk ersättning till den yngre parten.

## Verksamhet och funktion
Den som är sugarbaby strävar vanligen efter att finna någon som kan finansiera vederbörandes liv eller livsstil, medan den äldre parten vanligen eftersträvar en sexuell relation. Den ekonomiska ersättningen kan exempelvis utgöras av ett kreditkort, månatliga betalningar eller betalda möten, och det är vanligt att den som är sugarbaby dessutom får dyra kläder, resor och middagar. Eftersom den betalande förväntar sig sex, uppfattas ofta arrangemanget som prostitution eller annan form av sexarbete. Ibland beskrivs den dock som något annat än prostitution, baserat på en lösare koppling till just den sexuella tjänsten. Förhållandet sex-betalning kan ses som den avgörande skillnaden mellan en sugardejtningssajt och symmetriskt orienterad nätdejtning. Sökande på dejtningssajter brukar sträva efter ett monogamt förhållande, medan personer på sugardejtningssajter ofta är uttalat icke-monogama i sitt sökande; både den äldre och den yngre kan ha en stadigvarande relation vid sidan om. Tidigare ansågs all ekonomisk ersättning för sex vara prostitution, men inför fenomenet sugardejtning tvekar somliga att uppfatta det så. I vissa sådana relationer omtalas den som är sugarbaby som vederbörandes flickvän eller pojkvän. Jämför även hur även mer regelrätt prostitution kan inkludera parförhållanden, där en kan vara sexsäljare och den andra exempelvis hallick/pojkvän.
De som företräder personer som åtalats för prostitution vid dylika arrangemang har hävdat att prostitution skulle definieras som betalt sex där känslor inte är inblandade. Sugardejtning kan av den anledningen marknadsföras som "girlfriend experience" (girlfriend: flickvän) eller att relationen ska präglas av ömsesidighet; "girlfriend experience" förekommer också inom eskortprostitution. Överenskommelsen om sex kan vara så underförstådd att betalningen svårligen kan lagföras som köp av sexuell tjänst. Överenskommelsen påminner därmed om den på en strippklubb, där betalningen officiellt kan gälla att en part bjuder på en flaska högt prissatt champagne som gåva men att sexuella motprestationer är underförstådda. Det finns också överlappningar med fenomen som postorderbrud och människohandel.
Sugardejtning är ett exempel på ersättning för umgänge och en varufiering av sociala relationer i ett nyliberalt och senmodernt samhälle. Den allra vanligaste situationen är att unga kvinnor verkar som sugarbaby och att äldre män står för rollen som sugardaddy. Sugardejtningen tar ofta sin utgångspunkt i traditionellt heteronormativa uppvaktningsmönster, där kvinnor står för högre sexuellt kapital och män kan köpa sig tillgång till umgänge. Detta anses förstärka patriarkala maktstrukturer, även om maktbalansen i relationen kan variera avsevärt.

## Roll i samhället
Det anses ofta att uppenbara ersättningar bidrar till att korrumpera det sociala relationerna i ett samhälle, eftersom värderingar av umgänge kan påverka det sociala samspelets känslomässiga förutsättningar. En stor del av det personliga tjänsteutbudet i samhället har dock koppling till olika slags umgänge, och miljöer som barnomsorg, skola och äldreomsorg handlar i hög grad om social inlärning och mellanmänskligt utbyte. Även en stor del av "sexbranschen" inkluderar kontakter där rena samtal kan utgöra en stor del av samvaron, och historien visar på många system där sexuell samvaro använts som en handelsvara utan att rätt av ha definierats som prostitution.